# Atilla Şereftuğ
Atilla Şereftuğ är en turkisk låtskrivare och dirigent, komponerade och dirigerade bland annat två bidrag för Schweiz, till Eurovision Song Contest 1986 och 1988, då hans bidrag kom tvåa respektive etta.